# Island Polavaram
Island Polavaram, còn được viết thành I. Polavaram hay I.Polavaram, là một mandal thuộc huyện East Godavari, bang Andhra Pradesh, Ấn Độ.